# Roystonea regia
Roystonea regia, conhecida popularmente como palmeira-real-de-cuba, é uma espécie de palmeira originária da Flórida, México, Caribe e parte da América Central. Além de ser uma árvore ornamental, é utilizada como uma fonte de palha, madeira de construção, e como planta medicinal.